# لباد الأسفلت

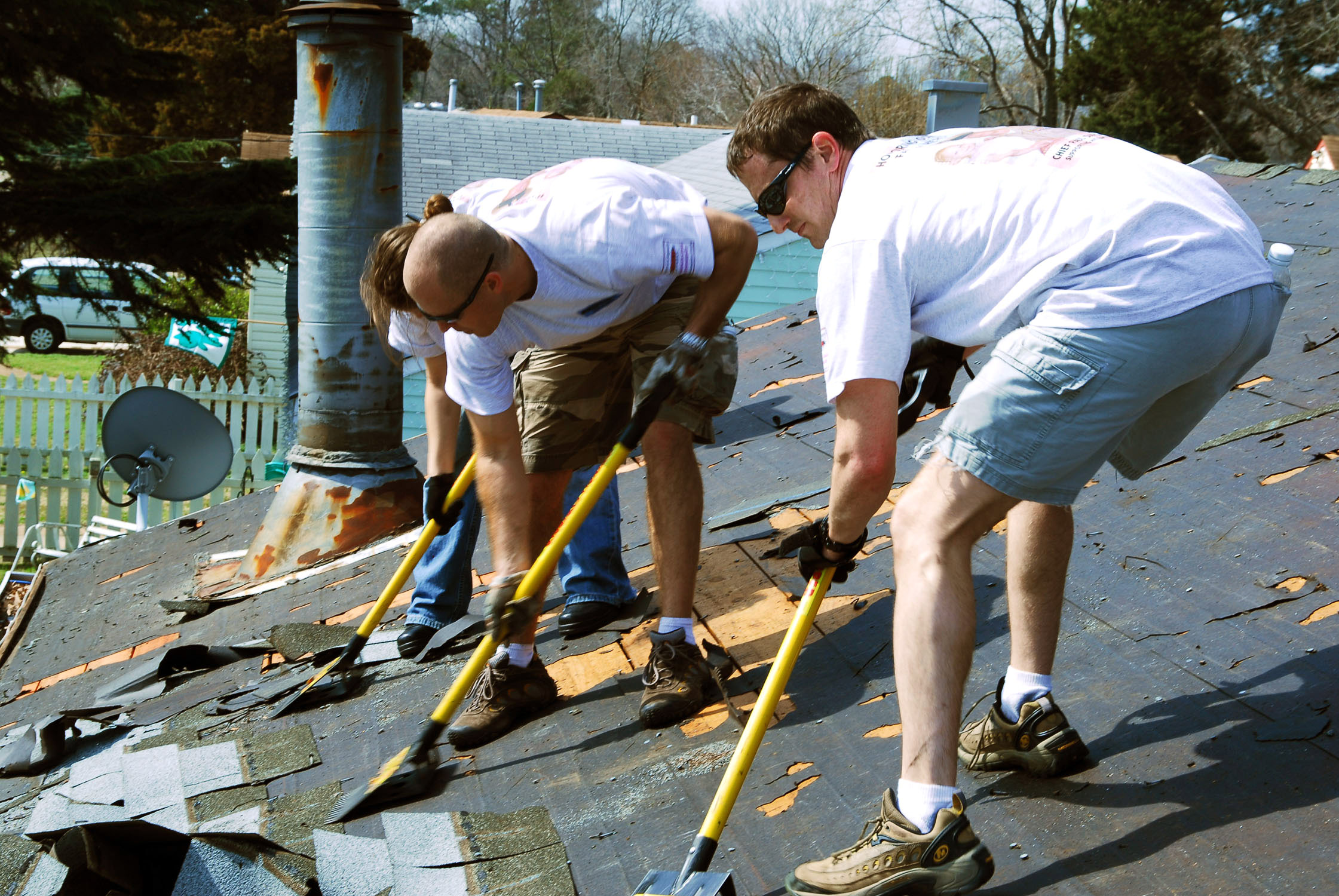

لباد الأسفلت هو إحدى المواد المستعملة كمانع للرطوبة وهو ورق سميك أو جنفاص مشبع بطبقة من الأسفلت المنشور فوق الرمل أو التالك لمنع التصاق الطبقات قبل الأستعمال.

## إنتاجاللباد
ينتج اللباد بطبقة واحدة أو أكثر من مادة ليفية الورق أو الجنفاص وطلاء قيري تسمى الطبقة القاط حسب السمك المطلوب اللذي يترواح بين 3-6 ملم عادةً ويجهز على شكل لفات أطوال بعرض حوالي 1 متر وبطول يمكن إنتاجه حسب الطلب.

## إستعمالات اللباد
يستعمل لباد الأسفلت كثيراً في أعمال قطع الرطوبة في السطوح والجدران حيث تؤخذ طبقة واحدة من اللباد ذو قاط واحد أو أكثر وتثبت بين طبقتين من المادة الرابطة عند البناء الجدار أو بين طبقتين من مادة قيرية مانعة للرطوبة ولاصقة عند الاستعمال في السطوح وقد يستعمل أكثر من طبقة واحد من اللباد وفي هذه الحالة تؤخذ طبقات من المادة القيرية اللاصقة بين طبقة اللباد بالإضافة إلى الطبقتين السفلية والعلوية عند إتصال قطع اللباد بينما يجب أن تتراكب بمسافة 75-100 ملم وتلصق الحافات المتراكبة بالمادة القيرية ايضاً.